# Saint-Germain-de-Pasquier
Saint-Germain-de-Pasquier ist eine französische Gemeinde mit 122 Einwohnern (Stand: 1. Januar 2022) im Département Eure in der Region Normandie (vor 2016 Haute-Normandie). Die Gemeinde gehört zum Arrondissement Bernay und zum Kanton Grand Bourgtheroulde. 

## Geografie
Saint-Germain-de-Pasquier liegt in Nordfrankreich, etwa 33 Kilometer südsüdwestlich von Rouen. Im Norden des Gemeindegebietes verläuft das Flüsschen Oison. Umgeben wird Saint-Germain-de-Pasquier von den Nachbargemeinden La Saussaye im Nordwesten und Norden, Saint-Cyr-la-Campagne im Norden und Nordosten, Saint-Didier-des-Bois im Osten und Südosten, La Harengère im Süden sowie Le Bec-Thomas im Südwesten und Westen.

## Bevölkerungsentwicklung
| Jahr                       | 1962 | 1968 | 1975 | 1982 | 1990 | 1999 | 2006 | 2019 |
| Einwohner                  | 30   | 33   | 90   | 133  | 105  | 139  | 136  | 123  |
| Quellen: Cassini und INSEE |      |      |      |      |      |      |      |      |

## Sehenswürdigkeiten
- Kirche Saint-Germain
- ehemalige Kapelle Sainte-Clotilde, als Mairie genutzt und mit ca. 8 Quadratmetern die wohl kleinste Mairie in Frankreich

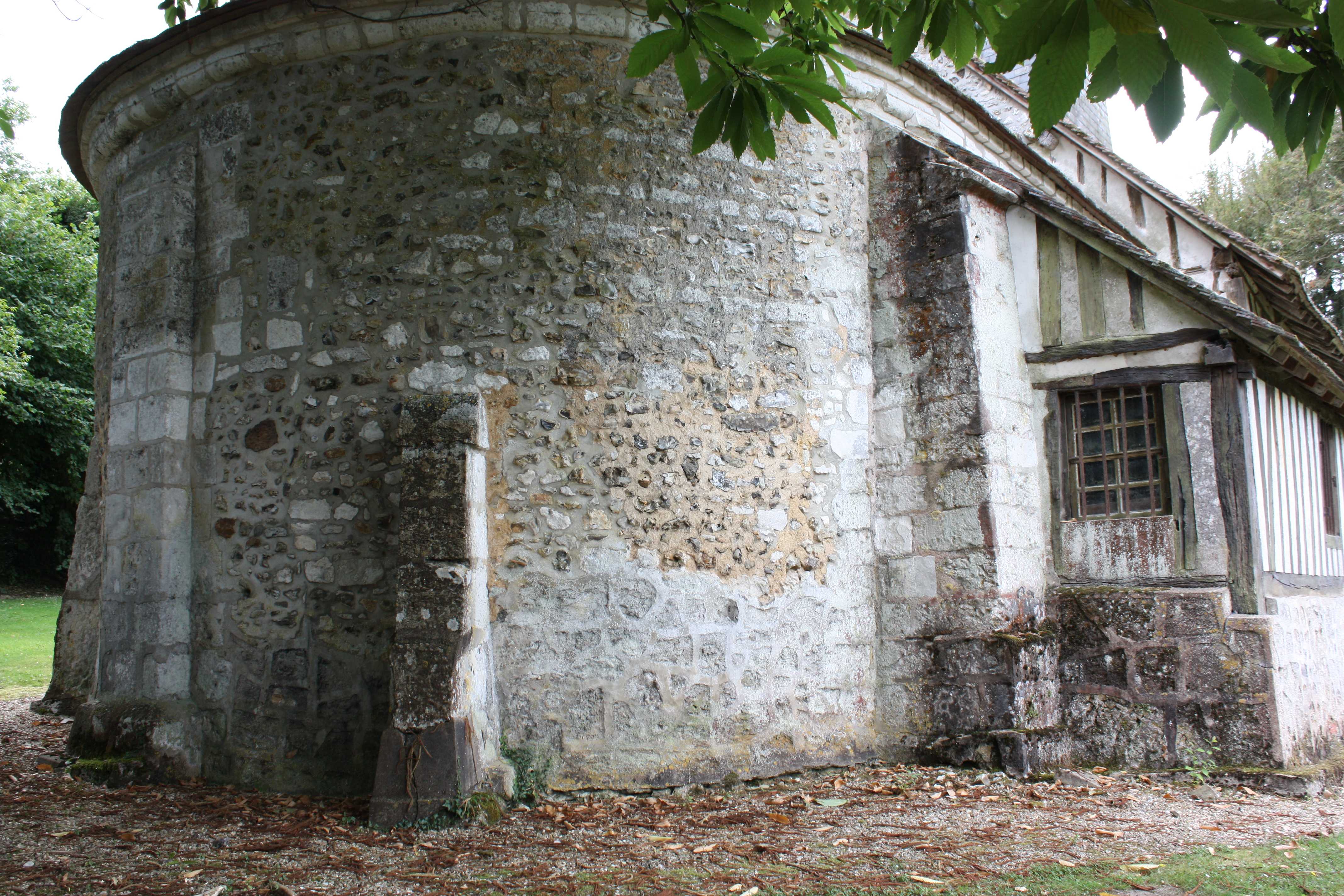
Apsis der Kirche Saint-Germain